# Perri Kiely
Perri Luc Kiely (15 de dezembro de 1995) é um dançarino de rua britânico, mais conhecido como membro do grupo Diversity, que ganhou a terceira temporada do Britain's Got Talent em 2009.
Em 2014, Perri venceu a segunda temporada do Splash!. Em 2017, ele foi destaque na segunda temporada do Celebs Go Dating, da E4. Em 2018, Perri foi premiado como "Padeiro Estrela" em The Great Stand Up to Cancer Bake Off.

## Carreira

### 2007–presente: Diversity
Perri é atualmente membro da trupe de dança Diversity, que foi formada em 2007 e venceu a terceira temporada do Britain's Got Talent. Em julho e agosto de 2011, Perri, Mitchell Craske e Ashton Russell, integrantes do grupo Diversity, juntamente com Nathan Ramsey, dançarino do estúdio Dancework, participaram do Born to Shine. Em cada episódio, dois dos quatros se apresentavam e participavam de um master class de dança para crianças.
Perri e Jordan Banjo assumiram o papel de apresentadores de bastidores para a quarta temporada de Got to Dance, na primavera de 2013. No verão de 2013, Perri e Jordan realizaram seu próprio programa de televisão chamado Jordan and Perri's Ultimate Block Party, que transformou clubes (Swim Team, Youth Club etc.) em uma companhia de dança. Foi anunciado em 17 de fevereiro de 2014 que os membros da Diversity, Jordan Banjo e Perri Kiely, seriam os anfitriões do Nickelodeon Kids’ Choice Awards.
Em março de 2014, Perri e Mitchell Craske, também membro da Diversity, participaram da campanha Where The Entertainers Live, da ITV. Jordan e Perri foram novamente anunciados como anfitriões do Nickelodeon Kids' Choice Awards 2015 e 2016. Ele participou da segunda temporada do Celebs Go Dating.

### 2014:Splash!
Em 20 de dezembro de 2013, Perri anunciou via Twitter que ele participaria da segunda temporada de Splash!, que começou a ser exibida em 4 de janeiro de 2014. Ele então passou a ganhar o programa, batendo Richard Whitehead na final.
| Etapa      | Data                    | Mergulho             | Altura     | Nota dos jurados | Nota dos jurados | Nota dos jurados | Nota dos jurados | Resultado          |
| Etapa      | Data                    | Mergulho             | Altura     | Andy Banks       | Jo Brand         | Leon Taylor      | Total            | Resultado          |
| Etapa 1    | 4 de janeiro de 2014    | Cambalhota para trás | 10 metros  | 8,5              | 9,0              | 7,5              | 25,0             | Salvo pelo público |
| Semi-final | 1 de fevereiro de 2014  | 1⁄2 cambalhota       | 7,5 metros | 9,5              | 9,0              | 9,0              | 27,5             | Salvo pelo público |
| Semi-final | 1 de fevereiro de 2014  | 1⁄2 cambalhota       | 7,5 metros | 7,5              | 8,5              | 8,0              | 24,0             | Salvo pelo público |
| Final      | 15 de fevereiro de 2014 | Cambalhota dupla     | 3 metros   | 10,0             | 10,0             | 10,0             | 30,0             | Ganhou             |
| Final      | 15 de fevereiro de 2014 | Cambalhota e meia    | 10 metros  | 9,0              | 9,5              | 9,0              | 27,5             | Ganhou             |

- Nota: A nota de cada juiz é de no máximo 10 pontos (30 no total)

## Filmografia
| Ano           | Título                                  | Personagem                                                                  |
| ------------- | --------------------------------------- | --------------------------------------------------------------------------- |
| 2009          | Britain's Got Talent                    | Vencedor, como membro de Diversity                                          |
| 2010          | StreetDance 3D                          | Membro de Aaron′s Crew                                                      |
| 2012–2014     | Ashley Banjo's Secret Street Crew       | Mentor                                                                      |
| 2013          | Got to Dance                            | Co-apresentador dos bastidores                                              |
| 2013          | Got to Dance: Auditions Uncut           |                                                                             |
| 2013          | Jordan and Perri's Ultimate Block Party | Co-apresentador                                                             |
| 2014          | Splash!                                 | Concorrente, vencedor                                                       |
| 2014          | Ashley Banjo's Big Town Dance           | Ele mesmo                                                                   |
| 2014          | Get Your Skills On                      | Ele mesmo                                                                   |
| 2014          | Hacker Time                             | Ele mesmo                                                                   |
| 2014          | Stars at Your Service                   | Ele mesmo                                                                   |
| 2014          | Jordan and Perri′s Xmas Slime           | Ele mesmo                                                                   |
| 2014          | Release The Hounds: Jingle Hell         | Ele mesmo, a equipe ganhou £ 12.000 para dividir entre NSPCC e Beatbullying |
| 2014–presente | Nickelodeon Kids' Choice Awards         | Co-apresentador                                                             |
| 2015          | Diversity Live                          | Ele mesmo                                                                   |
| 2015          | You're Back in the Room                 | Convidado                                                                   |
| 2017          | Diversity Presents Steal the Show       | Ele mesmo                                                                   |
| 2017          | Celebs Go Dating                        | Ele mesmo                                                                   |
| 2018          | The Great Stand Up to Cancer Bake Off   | Ele mesmo, vencedor                                                         |